# Partido judicial de Motilla del Palancar
El Partido judicial de Motilla del Palancar es uno de los 4 partidos judiciales en los que se divide la  la provincia de Cuenca en la comunidad autónoma de Castilla-La Mancha, siendo el partido judicial n.º 3  de la provincia de Cuenca.
El ámbito territorial, que viene regulado por el Real Decreto 529/1983, de 9 de marzo, comprende los municipios de :
Alarcón, Almodóvar del Pinar, Barchín del Hoyo, Buenache de Alarcón, Campillo de Altobuey, Casasimarro, Castillejo de Iniesta, Chumillas, Enguídanos, Gabaldón, Graja de Iniesta, El Herrumblar, Hontecillas, Iniesta, Ledaña, Minglanilla, Monteagudo de las Salinas, Motilla del Palancar, Olmeda del Rey, Olmedilla de Alarcón, Paracuellos, El Peral, La Pesquera, El Picazo, Piqueras del Castillo, Pozorrubielos de la Mancha, Puebla del Salvador, Quintanar del Rey, Solera de Gabaldón, Tébar, Valhermoso de la Fuente, Valverdejo, Villagarcía del Llano, Villalpardo, Villanueva de la Jara y Villarta.